# Évaluation stricte
 (décembre 2015).
En informatique, l'évaluation stricte est une stratégie d'évaluation des expressions à l'intérieur d'un programme. C'est le mode d'évaluation où l'expression est évaluée dès qu'elle peut être liée à une variable.  Elle est traditionnellement appelée appel par valeur.

## Un exemple
Considérons la fonction récursive (fonction de Fibonacci) : 
f(x) = si x=0 alors 0 sinon si x=1 alors 1 sinon f(x-1) + f(x-2)
Calculons f(6). On voit que l'expression 
si 6=0 alors 0 sinon si 6=1 alors 1 sinon f(5) + f(4)
s'évalue en f(5) + f(4) qui elle-même s'évalue en 
f(x) = (si 5=0 alors 0 sinon si 5=1 alors 1 sinon f(4) + f(3))  +  (si 4=0 alors 0 sinon si 4=1 alors 1 sinon f(3) + f(2))
etc.
On voit que ce mécanisme qui consiste à évaluer f(5), f(4), f(3) aussitôt qu'on sait qu'on a la faire est très simple et assez naturel.  Il n'y a pas à conserver d'expressions intermédiaires  ou à anticiper sur des calculs à venir. Mais il conduit à évaluer f(4) deux fois et f(3) trois fois (en comptant l'évaluation de f(4) restante qui conduira à la troisième évaluation de f(3)).

## Commentaires
Un désavantage de l'évaluation stricte est qu'elle force l'évaluation des expressions qui ne sont pas nécessaires à l'évaluation finale ou qu'elle peut retarder l'évaluation d'expressions qui sont immédiatement nécessaires[pas clair]. Elle laisse aussi au développeur ou au programmeur la tâche  d'organiser l'ordre d'exécution, alors que la plupart des compilateurs modernes sont capables d'optimiser l'ordre d'exécution des expressions afin de maximiser l'utilisation des ressources processeurs et d'éliminer des expressions inutiles.